# Literatura
La literatura és l'art d'escriure. Segons apareix en el Diccionario de Autoridades de 1734, la literatura és "el coneixement i ciències de les lletres".
En general, es pot entendre com a literatura qualsevol tipus de text. Fins i tot, hi ha qui defensa que es pot incloure qualsevol tipus de treball basat en símbols, com el còmic, les imatges o l'escultura. Habitualment, però, alguns consideren com a literatura només els texts escrits d'una certa qualitat i de certs gèneres, excloent-ne el còmic, la novel·la romàntica o la "de lladres i serenos", per exemple. Els temes són força variats.
Es considera un gènere literari cadascuna de les manifestacions formals de les obres literàries segons una classificació que té en compte l'estructura i el contingut. Des de Plató i Aristòtil fins a gairebé el segle xix, hi foren establerts com a bàsics tres gèneres, que partien de la imitació i de la descripció de la natura. De la primera sorgeix el gènere dramàtic (tragèdia, drama, comèdia), de la segona el líric (poesia) i de llur fusió, l'èpic.

## Etimologia
Etimològicament, el mot deriva de la paraula llatina litteratura, el sentit original de la qual és: Art d'escriure i de llegir, coneixement de tot el que ha estat escrit, i és aquesta la traducció de l'expressió grega γραμματικὴ τέχνη. Tanmateix, el concepte de literatura és més ampli, ja que es pot considerar la literatura com el conjunt d'obres literàries d'un poble (literatura catalana), d'una època (literatura romàntica), d'un gènere (literatura èpica), etc.
Etimològicament, també deriva de la paraula llatina littera, que significa 'lletres'.

## Consideracions generals

### Definicions en els diccionaris
Entre altres definicions, es parla de literatura referint-se a:
- El conjunt d'obres escrites o orals fundades en la llengua i que comporten una dimensió estètica (a diferència, per exemple, de les obres científiques o didàctiques).[5]
- Producció o estudi d'obres literàries, especialment com una ocupació.[6]
- El conjunt dels texts publicats relacionats amb una disciplina o tema en particular, sigui dins d'una dimensió estètica o no. És en aquest sentit que hom pot parlar, per exemple, de la literatura científica.
- El conjunt d'obres sobre un tema, sobre una matèria; bibliografia.[7]
- Un escrit o parlament que divaga al voltant d'un tema concret, del qual desatén la part pràctica o interessant.[8]

Al segle xvi a l'estat espanyol, el terme literatura designava els manuscrits legals, les arts i les lletres. Al Diccionario de la Real Academia Española (1992), el terme s'aplica a l'art que empra com a instrument la paraula, que comprèn les obres amb una intenció estètica. En el Diccionario de Uso del Español de María Moliner es defineix com «l'art que empra com a mitjà d'expressió la paraula parlada o escrita» i, com a segona accepció, conjunt d'obres literàries.
D'acord amb el Diccionario Internacional de Literatura y Gramática Filosófica de Guido Gómez, la paraula literatura es refereix als escrits imaginatius o de creació d'autors que han fet de l'escriptura una forma excel·lent d'expressar idees d'interès general i permanent.
En un sentit professional, s'entén com a literatura una col·lecció de texts, generalment pertanyents a un grup lingüístic o nacional determinat (per exemple, literatura catalana, literatura espanyola o literatura nord-americana), o bé associats a un tema, una època o un context social determinat (literatura noucentista, feminista, gai, etc.). Òbviament, les classificacions literàries són subjectives i, en molts casos, poden ser controvertides. També se sol classificar (o subclassificar) la literatura en gèneres literaris.
La literatura es defineix com un aspecte particular de la comunicació verbal -oral o escrita- que fa ús de tots els recursos de la llengua per a multiplicar els efectes en el destinatari, sigui un lector o una audiència. La literatura, les fronteres de la qual són necessàriament fluides i variables segons les apreciacions personals, es caracteritza, llavors, no pels seus suports ni pels seus gèneres, sinó per la seva funció estètica: la forma del missatge predomina sobre el contingut, sobrepassant així la comunicació utilitària limitada a la transmissió de les informacions complexes. En l'actualitat, la literatura està associada al món dels llibres pels quals ens parlen des de la distància els autors, però també té a veure amb les diverses formes de l'expressió oral com, per exemple, la poesia tradicional dels pobles sense escriptura –de les quals, les cançons són cosines llunyanes– o el teatre, destinat a ser rebut amb la veu i els cossos dels comediants.
La literatura en el sentit més modern és, doncs, un art en si mateix. Tanmateix, és potser difícil establir els límits d'aquest art quan hom aborda els escrits filosòfics, les obres de teatre o els escenaris que revelen també les arts de l'espectacle. D'una manera general, la literatura agrupa totes les obres tant amb un objectiu estètic com amb una forma estètica particular. La dimensió estètica és, doncs, la finalitat de la literatura, criteri que la diferencia dels altres tipus d'escrits com el periodisme o la política. A primer cop d'ull, aquesta definició exclou els escrits purament filosòfics, polítics o històrics, però cal ser previngut amb la categorització dels gèneres i dels tipus d'escrits que semblen pertànyer o no a la literatura, ja que un text pot contenir una dimensió literària fins i tot quan l'autor no volia que en tingués, o sense que aquesta dimensió hagi estat l'objectiu, sinó el gènere.

### Definicions segons alguns autors
Segons el crític literari anglès Terry Eagleton, a Anglaterra, al segle xviii, la paraula literatura no es referia només als escrits de caràcter creatiu i imaginatiu, sinó que abastava el conjunt d'escrits produïts per les classes instruïdes: hi cabien des de la filosofia als assajos, passant per les cartes i la poesia. Es tractava d'una societat en la qual la novel·la tenia mala reputació, i es qüestionava si havia de pertànyer a la literatura. Per això, Eagleton suggereix que els criteris per a definir el corpus literari en l'Anglaterra del segle xviii eren ideològics, és a dir, circumscrits als valors i als gustos d'una classe instruïda. No s'admetien les balades del carrer ni els romanços, ni les obres dramàtiques. En les darreres dècades del segle xviii, va aparèixer una nova demarcació del discurs de la societat anglesa. Eagleton ens explica que sorgeix la paraula poesia com un producte de la creativitat humana en oposició a la ideologia utilitària de l'inici de l'era industrial. Tal definició la trobem en l'obra Una defensa de la poesia (1821) de Percy Bysshe Shelley. A l'Anglaterra del romanticisme, el terme literat era sinònim de "visionari" o "creatiu", però no deixava de tenir tints ideològics, com en el cas de Blake i Shelley, per als qui es va transformar en ideari polític. La seva missió era transformar la societat mitjançant els valors que encarnaven en l'art. Pel que fa als escrits en prosa, aquests no tenien la força o l'arrelament de la poesia: la societat els considerava com una producció vulgar sense inspiració.
Raúl Héctor Castagnino, escriptor i crític argentí, en el seu llibre ¿Qué es la literatura?, indaga sobre què és la literatura i com el concepte s'estén a realitats com l'escriptura, la història, la didàctica, l'oratòria i la crítica. Segons ell, la paraula literatura adquireix de vegades el valor de nom col·lectiu quan s'anomena el conjunt de produccions d'una nació, època o corrent: o bé és una teoria o una reflexió sobre l'obra literària, o és la suma de coneixements adquirits mitjançant l'estudi de les produccions literàries. Altres conceptes, com el de Paul Verlaine, apunten a la literatura com una cosa supèrflua i encartonada, necessària per a la creació estètica pura. Posteriorment, Claude Mauriac, un escriptor i periodista francès, va proposar el terme aliteratura en contraposició al de literatura en el sentit despectiu que li donava Verlaine. Totes aquestes especificacions fan de la literatura una proposta que depèn de la perspectiva des de la qual es realitza el corresponent enfocament. Així, Castagnino conclou que els intents de delimitar el significat de literatura, més que una definició, constitueixen una suma d'adjectivacions limitadores i específiques.
Si es considera la literatura d'acord amb la seva extensió i el seu contingut, la literatura podria ser "universal" si abasta l'obra de tots els temps i llocs; si es limita a les obres literàries d'una nació en particular, és "literatura nacional". Les produccions -generalment escrites- d'un autor individual, que per tenir consciència d'autor -de creador d'un text literari- sol signar la seva obra, formen part de la "literatura culta", mentre que les produccions anònimes, fruit de la col·lectivitat i de transmissió oral -de vegades recollides posteriorment per escrit-, conformen el corpus de la "literatura popular" o tradicional.
Per a Roland Barthes, la literatura no és un corpus d'obres, ni tampoc una categoria intel·lectual, sinó una pràctica d'escriptura. Com a escriptura o com a text, la literatura es troba fora del poder perquè s'hi està produint un desplaçament de la llengua, en la qual tenen efecte tres potències: mathesis, mimesi i semiosi. Com que la literatura és una suma de sabers, cada saber té un lloc indirecte que fa possible un diàleg amb el seu temps. Com en la ciència, en els intersticis treballa la literatura, sempre retardada o avançada pel que fa a aquesta: "La ciència és basta, la vida és subtil, i per corregir aquesta distància és que ens interessa la literatura." Per altra banda, el saber que mobilitza la literatura no és complet ni final. La literatura només diu que sap d'alguna cosa, és la gran argamassa del llenguatge, en què es reprodueix la diversitat de sociolectes constituint un llenguatge límit o grau zero, aconseguint de la literatura -de l'exercici d'escriptura- una reflexibilitat infinita, un actuar de signes.

## Gèneres literaris
Els gèneres literaris han anat canviant segons l'època i la zona cultural. Ja s'ha comentat en la introducció que tradicionalment foren establerts com a bàsics tres gèneres, que partien de la imitació i de la descripció de la natura. De la primera sorgeix el gènere dramàtic (tragèdia, drama, comèdia), de la segona el líric (poesia) i de llur fusió, l'èpic. Benedetto Croce (1886-1952) representà el canvi de perspectiva: cada obra és una visió del món, singular i individual; pertany a un gènere per aspectes externs. Avui és admesa, en general, la divisió clàssica, però com a expressió de tres actituds fonamentals humanes i com un ajut —amb l'afegitó de subdivisions— per a la classificació de les obres.
Segons els mitjans expressius i procediments, Castagnino proposa que la literatura té com a formes d'expressió el vers i la prosa i les seves realitzacions es manifesten en gèneres literaris, universals, que es troben més o menys desenvolupats en qualsevol cultura: el líric, l'èpic i el dramàtic. Les manifestacions líriques són aquelles que expressen sentiments personals; les èpiques es constitueixen en expressió d'un sentiment col·lectiu manifestat mitjançant diferents maneres narratives; i les dramàtiques, les que objectiven els sentiments i els problemes individuals comunicant amb un diàleg directe. A aquests gèneres literaris clàssics caldria afegir, a més, el gènere didàctic. El fenomen literari ha estat sempre en constant evolució i transformació, de tal manera que el criteri de pertinença o no d'una obra a la literatura pot variar al llarg de la història, en variar el concepte d'"art literari".
La majoria de classificacions tradicionals, per tant, també atenen a la forma d'escriptura (la literatura oral s'assimila al gènere corresponent). El primer gran gènere és la poesia, que engloba totes les obres escrites en vers. Va ser el primer tipus de literatura, ja que justament els recursos retòrics del vers l'allunyaven del llenguatge ordinari. Per oposició, hi ha la prosa, que recull el llenguatge sense mètrica, i el teatre, sota la forma de diàleg que es representa per a un públic. El teatre té dos subgèneres principals segons el tema i l'estil de l'obra: la tragèdia i la comèdia (si és trist i elevat, o si tracta de fer riure).
En paral·lel, es manté l'anomenada literatura oral, de tradició popular, composta de llegendes, relats, mites, cançons i contes de fades. La literatura infantil i la literatura juvenil són divisions en funció de l'edat dels destinataris, però mantenen tots els gèneres de la literatura per a adults.
Atenent al tipus de text, el gènere principal n'és la narrativa, que inclou totes les obres que tenen com a propòsit principal explicar una història. Dins aquest gènere destaquen la novel·la, el conte, la faula, l'epopeia, entre d'altres. Els texts de la lírica, per contra, intenten sobretot transmetre emocions.
Si el text no tracta un assumpte de ficció sinó una reflexió sobre el món real, s'anomena assaig. El sermó n'és una variant dirigida oralment a un públic. Dins aquest grup, també es troben els escrits destinats a consignar la vida d'una persona o fets històrics, com la crònica, la biografia o el diari personal.
El còmic és un gènere que barreja text i il·lustracions i pot tractar qualsevol tema. La trama acostuma a estar desglossada en vinyetes, que fan la funció de paràgrafs. És un dels gèneres més moderns en la història de la literatura.

### Poesia
En una definició breu, la poesia fa referència al gènere d'obres escrites en vers. En sentit "tradicional", la poesia és «l'art d'expressar, de traduir en forma concreta, el contingut espiritual propi, mitjançant paraules disposades segons unes determinades lleis mètriques». En aquest sentit, la poesia es contraposa a la prosa i s'identifica amb l'art de compondre versos. Això no obstant, modernament, la composició mètrica no es considera indispensable per a la creació de poesia. La concepció moderna de la poesia posa èmfasi en la seva subjectivitat, en particular, la subjectivitat de cada poeta que sap infondre en el seu món, amb commoció i energia, les vibracions del seu ànim. Així doncs, la poesia persegueix la finalitat de commoure l'ànim del lector, d'exaltar la fantasia, i de plasmar emocions i sentiments.

### Prosa
Per contraposició, la prosa és «allò que es contraposa a poesia». Modernament, l'obra en prosa és aquella que no ateny la plenitud de l'expressió artística o que respon només a unes finalitats pràctiques. Tradicionalment, la narrativa s'associa a la prosa, però hi pot haver poemes narratius i texts en prosa de caràcter no narratiu, com l'assaig, la descripció, etc. Les paraules s'agrupen sense seguir les lleis de la mètrica, ja que imiten la fluïdesa del discurs oral. És la manera més natural d'escriure i, per això, a banda de la literatura, apareix en els mitjans de comunicació, avisos, lleis i altres documents. Tot i aquest caràcter més proper a la parla, va ser l'últim estil literari a aparèixer, ja que els primers escrits literaris utilitzaven el vers justament per marcar el caràcter artístic i facilitar-ne la memorització.

### Teatre
El teatre és el gènere literari que comprèn les obres concebudes en un escenari i davant d'un públic. Així doncs, el gènere literari correspon al text escrit de l'art escènica. El teatre constitueix un tot orgànic del qual els seus diferents elements formen una part indivisible. Aquests elements, no obstant això, tenen cadascú característiques i normes pròpies i, en funció de l'època, de la personalitat del director o d'altres circumstàncies, és habitual que es concedeixi a uns o a altres major rellevància dins del conjunt. Aquests elements són:
- El text. Les obres dramàtiques s'escriuen en diàlegs i en primera persona, en què existeix les accions que van entre parèntesis (anomenat llenguatge de les acotacions). En la tradició occidental, el text -l'obra dramàtica- s'ha considerat sempre la peça essencial del teatre, anomenat l'art de la paraula.
- Un director. La personalitat del director com a artista creatiu per dret propi només es va consolidar, segons es va apuntar anteriorment, a finals del segle xix.
- Els actors. Les tècniques d'actuació han variat enormement al llarg de la història i no sempre de manera uniforme.
- Altres elements com els decorats –l'ambient en què es desenvolupa una representació dramàtica–, l'escenografia, la il·luminació o el vestuari.

## Tècnica literària

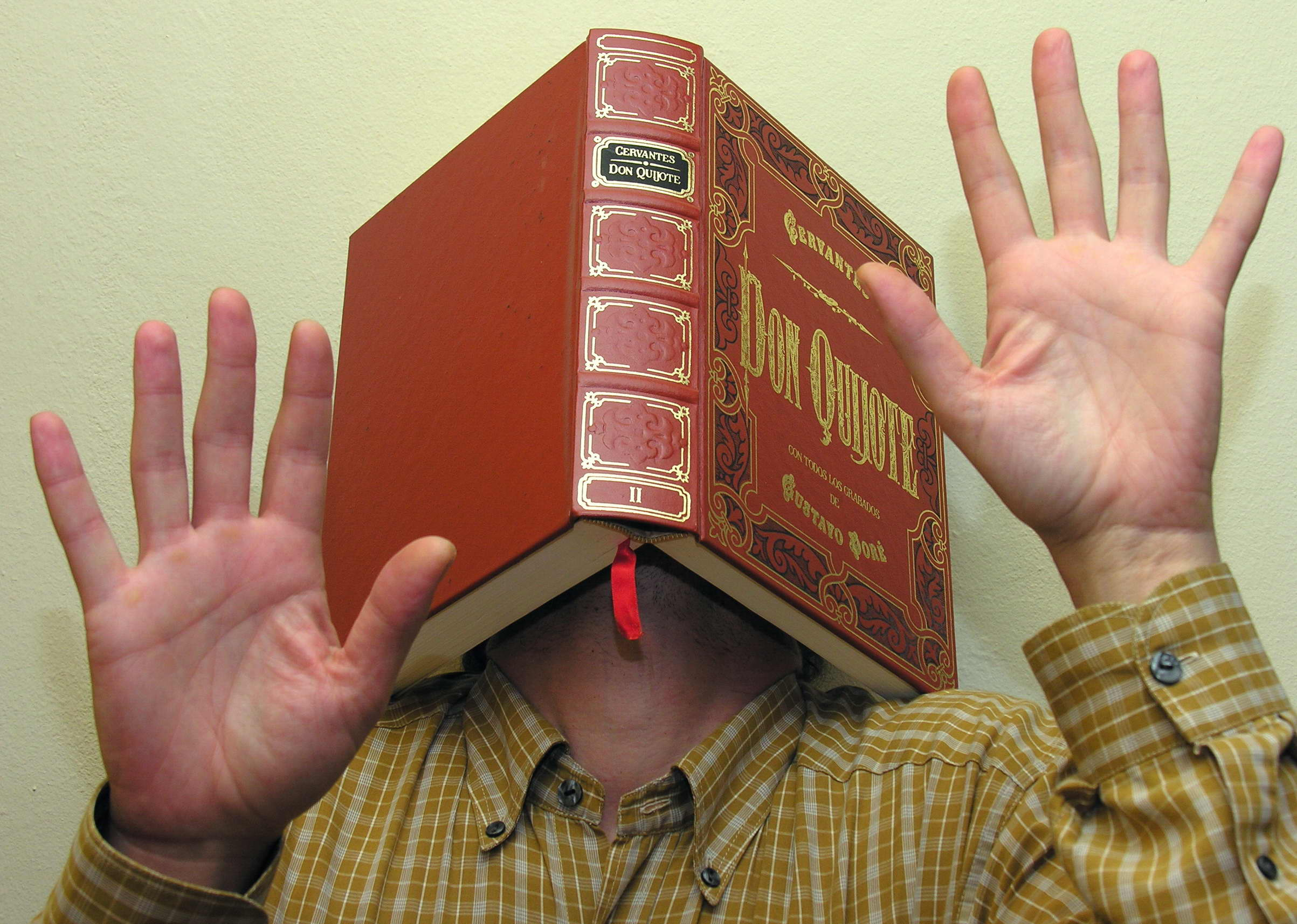
Fotografia amb un exemplar del Quixot

Qualsevol manera d'escriure pot ser literària, depenent de les convencions de l'època i del propòsit de l'escrit. Hi ha, però, una sèrie de tècniques que acostumen a accentuar la literarietat d'un text (en paraules del formalisme rus), a posar en evidència la funció poètica del llenguatge. La crítica literària s'encarrega de palesar aquests artificis constructius i interpretar-los per al públic, com a indici de qualitat de l'escriptura.
L'ús de recursos literaris com ara la metàfora, adoptar un to irònic, fer evident la presència del narrador, jugar amb la ficció, adoptar les convencions d'un gènere literari, introduir anticipacions o flashbacks, introduir símbols o jocs de paraules són algunes de les tècniques més comunes que ajuden el lector a identificar un text com a literari.
Moltes d'aquestes tècniques venen de la retòrica clàssica i han esdevingut maneres arquetípiques de fer; fins i tot, s'han usat en altres arts com el cinema. Ajuden a plasmar la bellesa en paraules o a commoure el públic, de manera que assumeixi com a versemblant allò que se li explica.

## Crítica literària
Es defineix com a crítica literària l'examen justificatiu de l'obra literària amb dues finalitats principals: la seva explicació i la seva valoració, de manera que la segona procedeixi implícitament de la primera.
La crítica literària es defineix per l'anàlisi dels elements que componen l'obra; en aquesta anàlisi, intervenen un seguit de criteris normatius (idees prèvies sobre què ha d'ésser la literatura) juntament amb una tasca d'erudició que proporciona les dades materials bàsiques. Així mateix, hi intervenen diferents aspectes. Al segle xix, la crítica literària amplia l'espectre d'estudi: ja no s'analitza només el text escrit, sinó que també pren preponderància l'estudi de les circumstàncies biogràfiques, històriques, socials, etc., que han fet que l'obra fos escrita d'una manera determinada. Així mateix, la crítica també inclou un cert grau, ineludible, de valoració subjectiva.
Així doncs, donat aquest grau subjectiu, la crítica literària ha donat lloc a diferents corrents "crítics": els historicistes estudien l'obra des de l'exterior, tot explicant-la pel seu entorn i pressuposant un cert determinisme automàtic (com Sainte-Beuve —devot de la dada personal—, el qual posà les bases de la crítica moderna). Durant la segona meitat del s. XIX, els "crítics d'inspiració positivista" seguiren aquest estudi del mecanisme de causes i efectes, caient en generalitzacions abusives, tot i que establiren unes coordenades indispensables des del punt de vista històric. La reacció individualista tendeix a subratllar l'autonomia creadora del crític (tal com indica Oscar Wilde) i el misteri que envolta les motivacions de l'art (Marcel Proust), tot plantejant, durant el segle xx, una dualitat no resolta: d'una banda, s'insisteix en la necessitat de basar-se en dades exteriors comprovables per explicar la literatura; de l'altra, s'insisteix en l'ambigüitat d'aquesta i com un determinat punt de vista pot dur a diferents interpretacions.
Un seguit de corrents crítics, com el New Criticism (derivat de T. S. Eliot), els formalistes russos, la psicoanàlisi aplicada de Bachelard i la nova crítica francesa de Roland Barthes, intenten independitzar l'obra del seu entorn històric, tot considerant-la com un fet significatiu en si mateixa. Així mateix, la crítica sociològica marxista (Lukács, Goldmann) se situa en un punt mitjà entre les dues tendències.
Finalment, i fonamentalment, cal indicar que tots aquests sistemes no són excloents entre si, ans al contrari, la complementació de cada visió hauria de permetre crear una visió unitària de l'obra, tot racionalitzant-la, tot tractant de deixar el comentari prou obert a fi que cada lector pugui matisar-lo pel seu compte.

## Història de la literatura

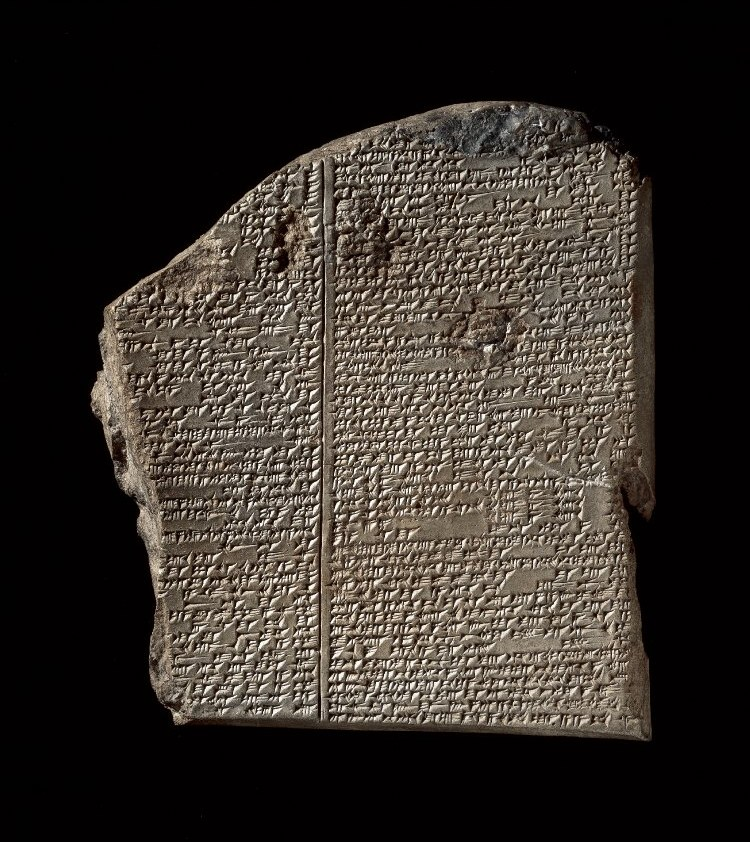
La tauleta sobre el diluvi del Poema de Gilgamesh, escrita en accadi

La història de la literatura estudia l'evolució de la literatura al llarg del temps, des de les primeres manifestacions orals fins a l'actualitat. El terme història de la literatura es refereix a una de les tres disciplines de la ciència de la literatura, aquella que se serveix del punt de vista diacrònic i s'insereix tant en aquesta sèrie disciplinària literària de la filologia com, en segon lloc, en la historiografia especial o per conceptes. La història literària s'ocupa de l'estudi dels textos literaris, entenent per aquests els ja eminentment artístics o bé en sentit general els textos de cultura, art i pensament, o definibles, segons certa crítica, com "altament elaborats". La disciplina, tan antiga com la cultura humanística, va aconseguir a finals del segle xviii la seva culminació com a "història universal de la literatura", de caràcter comparatista al mateix temps que totalitzador de les diferents branques de les lletres i les ciències, en correspondència amb el concepte il·lustrat de literatura, en l'obra pionera de l'humanista valencià Joan Andrés. Per la seva banda, al segle xix, va tenir lloc la gran i múltiple elaboració de les literatures nacionals, constituïdes a partir del criteri de llengua. La historiografia literària manté una necessària relació estable i de complementarietat amb la crítica literària i la teoria de la literatura, igual que amb la metodologia comparatista en la mesura en què superi la concepció limitada de literatura nacional o accedeixi a alguna determinació d'objecte cultural més extens que el de llengua o a algun projecte d'universalitat.

### El naixement de la literatura

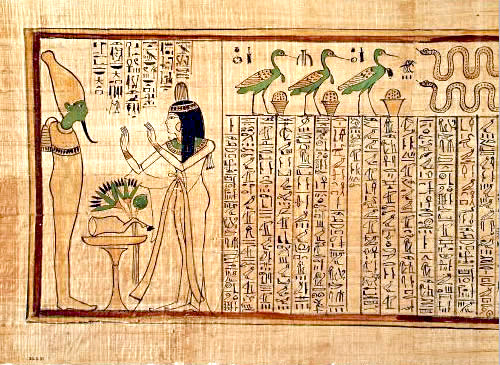
Fragment del Llibre dels morts

La literatura va néixer com la transmissió oral de relats i poemes relacionats amb la mitologia, així com amb la recreació dels esdeveniments més importants per entretenir una audiència. Aquestes històries s'explicaven a vegades amb ajuda de dibuixos, acompanyament musical o coreografies per donar major sensació de realisme.
Els primers textos conservats són el Llibre dels morts i l'Epopeia de Guilgameix, originats en les primeres grans civilitzacions: Mesopotàmia i Egipte. Altres mostres de la literatura primigènia són el poema Enuma Elix i els relats jueus que donarien lloc al Pentateuc. La primera autora coneguda amb nom propi és Enheduanna (segle XXIV aC).
Moltes de les obres d'aquesta primera època s'han perdut perquè mai es van arribar a transcriure o perquè es van cremar o perdre. Destaca la destrucció de la Biblioteca d'Alexandria, per la quantitat i la vàlua de les obres que contenia.
A Orient i Extrem Orient, també aparegueren obres molt antigues difícils de datar, com els Vedes a l'Índia (potser començats a redactar cap al 1800 aC) o el Yijing (iniciat vers el segle XI aC) a la Xina.

### Alguns períodes de la literatura

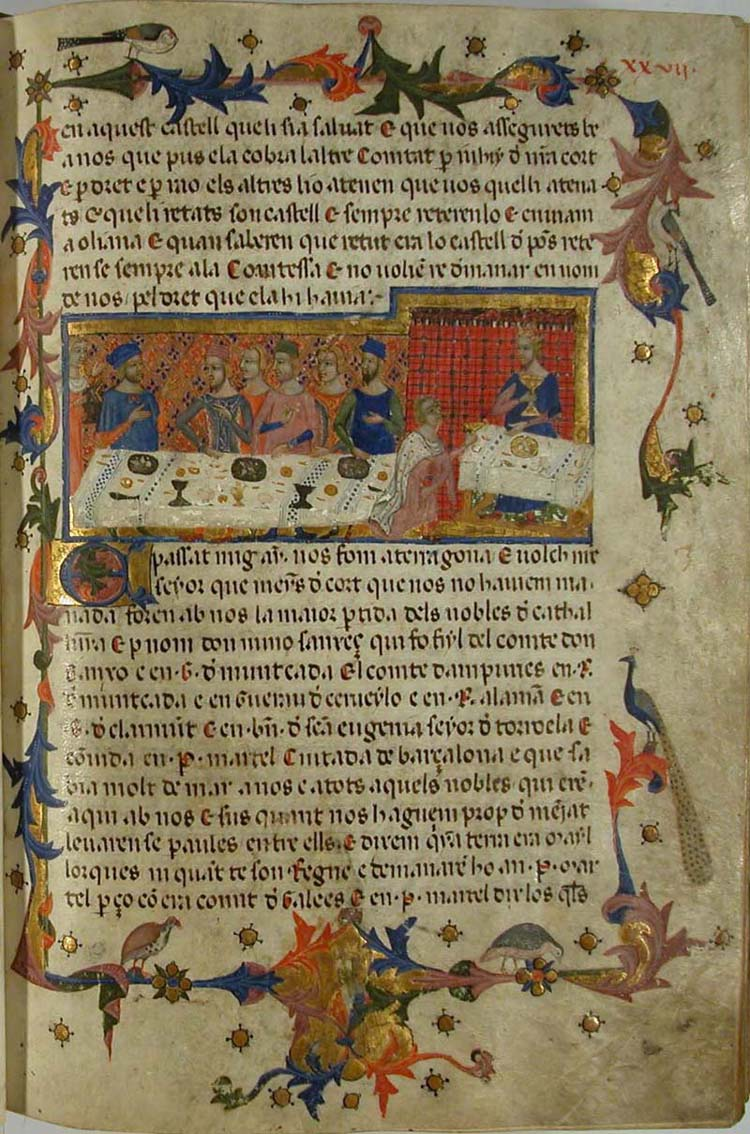
Llibre dels feyts, de Jaume I

- Literatura clàssica, avui dia, es considera com aquella escrita en grec antic o en llatí i que forma part del cànon occidental. No s'ha de confondre amb els clàssics nacionals -aquelles obres considerades modèliques per cada país o aquells llibres que sobreviuen al pas del temps-, ni amb el període del neoclassicisme. Són autors clàssics: Homer, Èsquil, Sòfocles, Eurípides, Aristòfanes, Isop, Plató, Aristòtil, Enees, Juli Cèsar, Ciceró, Tit Livi, Virgili, Ovidi, Sèneca, Tàcit, Suetoni, Plini.
- Literatura medieval és un ampli període literari que inclou totes les obres literàries escrites a Europa i arreu, durant l'edat mitjana. Abraça aproximadament el miler d'anys que van de la caiguda de l'Imperi Romà, l'any 476, fins a l'inici del Renaixement italià (a finals del segle xv). La literatura d'aquesta època es compon de texts religiosos i laics. De la mateixa manera que la literatura moderna, ofereix un ampli camp d'estudi en un espectre que va del sagrat més seriós, al profà més exuberant (i tot el que queda entremig). Donada aquesta amplitud de temps i espai en l'objecte d'estudi, normalment no resulta fàcil parlar de literatura medieval en termes generals sense caure en simplificacions exagerades i, per aquest motiu, se sol caracteritzar pel lloc d'origen, per la llengua o pel gènere. Alguns dels principals autors de la literatura medieval són: Ausiàs March, Bernat Desclot, Bernat Metge, Francesc Eiximenis, Joanot Martorell, Jordi de Sant Jordi, Ramon Llull, Ramon Muntaner, Petrarca, sant Tomàs d'Aquino, Arxipreste d'Hita, Dante Alighieri, Marco Polo.
- Literatura renaixentista: comprèn totes les obres escrites després de l'edat mitjana fins al segle xvii. Alguns autors renaixentistes són: Boccaccio, Thomas More, Garcilaso de la Vega, Luís de Camões, Michel de Montaigne, François Rabelais.
- Literatura barroca: es va desenvolupar durant el segle xvii. Es caracteritza pel triomf de l'ornamentació, els jocs de paraules, la recerca de l'emoció i el plaer estètic, i l'auge en la creativitat dels països europeus. Alguns autors barrocs són: Francesc Fontanella, Josep Romaguera, Francesc Mulet, Lope de Vega, Pedro Calderón de la Barca, William Shakespeare.
- Literatura neoclàssica: és un moviment del segle xviii que reprèn els models grecs i llatins, i intenta fer un art dominat per la raó, la mesura i l'harmonia. Alguns autors neoclàssics són: Jean-Jacques Rousseau, Daniel Defoe, Montesquieu, Benito Jerónimo Feijoo, Leandro Fernández de Moratín.
- Literatura romàntica: es caracteritza per la recerca de l'originalitat i la passió, per trencar les regles acadèmiques de l'art, i pel gust per personatges marginals, ambients crepusculars i la revitalització de l'imaginari medieval.
- Literatura realista: és un tipus de literatura que pretén reflectir la realitat tal com és a partir de la descripció detallada, l'anàlisi dels problemes socials. Prefereix l'ambient urbà i els personatges burgesos.
- Literatura modernista: suposa una tornada a la bellesa formal, a la inspiració natural i a la cerca del símbol com a essència de l'art. No s'ha de confondre amb la literatura moderna.
- Literatura avantguardista: inclou una sèrie de moviments (com el surrealisme o el futurisme) que tenen en comú el desig de trencament amb les convencions lingüístiques, la barreja de suports i la presència de nous temes com el somni, la màquina o els objectes banals.
- Literatura del segle XX: és un conjunt de moviments i autors que conviuen en el mateix període, encara per destriar críticament. La literatura està marcada per les guerres mundials, els factors econòmics, el cinema i la globalització, que multiplica les influències i les interrelacions entre països, entre altres trets diferenciadors.

## Tòpics literaris
S'entén per tòpics literaris (també anomenats llocs comuns) el conjunt d'imatges, idees o recursos estilístics que escriptors d'èpoques i països diferents han repetit amb una certa freqüència, per la qual cosa la tradició literària els ha convertits "en esquemes del pensament" i "de l'expressió universal". Molts dels tòpics procedeixen de la literatura antiga i encara perduren en la literatura contemporània. Alguns dels més freqüents en poden ser: 
- Beatus ille (feliç aquell).
- Carpe diem (aprofita el dia).
- Deus ex machina (un déu des de la màquina).
- Fortuna mutabile (fortuna mudable).
- Locus amoenus (lloc deliciós).
- Locus eremus (lloc erm).
- Paradís perdut.
- Ubi sunt? (on són?).
- La vida com un somni, una màscara, un teatre o una representació.